# Dom Cavati
Dom Cavati este un oraș în Minas Gerais (MG), Brazilia.